# Mahabbah
Die Mahabbah war ein 1972 als Cassiopeia in Dienst gestelltes Fährschiff der saudi-arabischen Reederei Namma Lines. Sie stand zuletzt bis 2021 zwischen Safaga und Dschidda im Einsatz und wurde 2022 nach einer Dienstzeit von fast 50 Jahren in Chittagong abgewrackt.

## Geschichte
Die Cassiopeia wurde am 21. Oktober 1971 unter der Baunummer 310 in der Werft der Hashihama Dockyard in Imabari auf Kiel gelegt und lief am 16. Februar 1972 vom Stapel. Nach der Ablieferung an die Reederei Ocean Ferry in Tokushima am 29. Juni 1972 nahm sie am 14. Juli 1972 den Fährdienst von Tokushima nach Chiba auf. Ihr Schwesterschiff war die ebenfalls 1972 in Dienst gestellte und 2007 abgewrackte Albatross.
1976 ging das Schiff in den Besitz der Reederei Ocean Tokyo Ferry über und erhielt den Namen Izu No 3. Es stand fortan zwischen Tokio, Tokushima und Kokura im Einsatz.
Nach insgesamt 19 Dienstjahren in japanischen Gewässern wurde die Izu No 3 1991 als Ionian Express an die Minoan Lines verkauft und nach Griechenland überführt, um in Perama für den weiteren Betrieb umgebaut zu werden. Noch vor Indienststellung wurde das Schiff jedoch noch im selben Jahr an die Strintzis Line verkauft und nahm schließlich als Superferry den Dienst von Rafina über Andros, Tinos und Mykonos nach Syros auf.
In den folgenden Jahren wechselte die Superferry mehrfach die Dienststrecke und wurde auch mehrfach an andere Reedereien verchartert. So stand sie in den 1990er Jahren mehrfach zwischen Swansea und Cork im Einsatz. Seit 2001 trug die Fähre den Namen Blue Aegean, zuletzt fuhr sie für die Strintzis Line seit April 2002 zwischen Piräus, Syros, Tinos und Mykonos. Neuer Eigentümer wurde anschließend Briarstar Limited, die das Schiff schon zuvor für den Swansea-Cork-Dienst gechartert hatten.
Unter dem alten Namen Superferry stand die Fähre fortan wieder zwischen Swansea und Cork im Einsatz. Auf dieser Strecke blieb das Schiff über vier Jahre lang bis zu seinem Verkauf im August 2006.
Neuer Eigner der im Oktober 2006 in Mahabbah umbenannten Fähre wurde die saudi-arabische Reederei Namma Lines. Im Dezember 2006 nahm die Mahabbah den Dienst von Sues nach Dschidda auf, ehe sie später auf die Strecke von Safaga nach Dschidda wechselte. Nach fast 15 Dienstjahren für die Namma Lines und einer gesamten Dienstzeit von fast 50 Jahren wurde das Schiff im Oktober 2021 zum Abbruch verkauft und für die Überführungsfahrt unter der Flagge von Gabun in Mahabba umbenannt. Am 7. Januar 2022 traf es bei den Abwrackwerften von Chittagong ein.